# Bouchara (chanson)
Bouchara est une œuvre pour soprano, percussion, cordes et vents composée par Claude Vivier en 1981.

## Histoire
Le compositeur écrit dans sa note de présentation : « Bouchara se veut une longue chanson d’amour… le texte entier est une langue inventée, une langue d’amour, histoire se répétant éternellement ».
Bouchara renvoie à la ville de Boukhara, qu'avaient visité le père et l'oncle de Marco Polo, source d'inspiration du compositeur pour d'autres œuvres.
C'est la seule œuvre vocale de Claude Vivier entièrement écrite dans la langue inventée par le compositeur. Musicalement, elle montre l'emploi des sons résultants ou « couleurs » par Claude Vivier.
L'œuvre est créée le 14 février 1983 au Centre Georges Pompidou, à Paris, par Evelyne Razimowsky (soprano) et l'Ensemble 2e2m, dirigés par Paul Méfano.

## Effectif
1. Soliste : soprano solo
2. Vents : flûte, hautbois, clarinette, cor d'harmonie, basson
3. Percussions : gong balinais, gong chinois, tam-tam, carillon tubulaire, grosse caisse, bande magnétique
4. Cordes : deux violons, alto, violoncelle, contrebasse

## Discographie
- Marie-Danielle Parent (soprano) et l'Ensemble de la SMCQ dirigé par Walter Boudreau, 2001 (Atma)
- Susan Narucki (soprano), Schönberg Ensemble et Asko Ensemble, dirigés par Reinbert de Leeuw, 1995 (Philips Classic)